# Street Dogs
Street Dogs est un groupe de punk rock américain, originaire de Boston, dans le Massachusetts. Le chanteur du groupe, Mike McColgan est l'ancien chanteur du groupe Dropkick Murphys ainsi que Johnny Rioux ex-Mighty Mighty Bosstones.

## Biographie

### Débuts (1998–2006)
En 1998, Mike McColgan, alors chanteur du groupe Dropkick Murphys, décide de quitter le groupe et de poursuivre son rêve de devenir sapeur pompier à Boston. Malgré tout, en 2002, la musique lui manque et il décide de former Street Dogs, juste histoire de jouer un peu entre copains. Mais le groupe commence à devenir un projet sérieux : Le premier album intitulé Savin Hill, est le premier succès du groupe, ce qui permet aux Street Dogs de tourner avec les légendes du folk rock Flogging Molly. L'album est produit par Nate Albert, ex-membre de The Mighty Mighty Bosstones.
En 2004, Mike McColgan décide de quitter les pompiers pour pouvoir se consacrer pleinement aux Street Dogs. Ils sortent leur second album intitulé Back to the World, à cette époque le groupe subit certains changements de membres avec l'arrivée de Joe Sirois ex-Mighty Mighty Bosstones à la batterie,de Marcus Hollar à la guitare et Tobe Bean III à la guitare rythmique. Ce second album permet au groupe de se faire connaitre en Europe et au Japon, le groupe tournant en 2005 avec Social Distortion, Tiger Army ou encore Bad Religion sur le Vans Warped Tour.
En 2006, Street Dogs passe en première partie des concerts de Rancid, The Adolescents, ou encore Bouncing Souls. Plus tard, le groupe enregistrera leur troisième album intitulé Fading American Dream contenant leurs célèbres titres Not Without a Purpose, Tobe's Got a Drinking Problem, mais surtout Final Transmission, un récit poignant inspiré de ce que McColgan verra lors de son service dans l'armée pendant la guerre du Golfe (Il considère ce morceau comme étant une des plus grandes réussites du groupe).

### State of Grace(2007–2009)
Le 27 février 2007, lors d'une tournée avec Flogging Molly dans le Nebraska, le bassiste Johnny Rioux s'écroule sur scène, McColgan arrête le concert. Quand le groupe Flogging Molly arrive juste après sur scène, ils dédicaceront leur concert au bassiste, informant la foule que Rioux allait bien et qu'il allait s'en sortir. Johnny reprit ensuite la tournée normalement avec le groupe. En février 2008, le groupe signe avec le label de Tim Armstrong Hellcat Records. Sur ce label le groupe enregistre leur quatrième album, intitulé State of Grace, qui sera leur plus grand succès, notamment avec les titres Two Angry Kids et Free. Il est de nouveau produit par Ted Hutt, et publié le 8 juillet 2008.

### Street Dogset suites (depuis 2010)
En 2010, ils sortent un album éponyme (20 titres dans sa version longue) dans lequel le Oï! sera mis à l'honneur. On y retrouve notamment les titres Rattle and Roll, Punk Rock 'n' Roll et The Shape of Other Men. La même année, ils enregistrent un EP acoustique quatre titres à Los Angeles pour Dying Scene. l'EP contient les celebres titres Final Transmission, Pedestal, Free, et Tobe's Got a Drinking Problem. À la suite d'une grande tournée mondiale en 2012, Paul Rucker décide de laisser sa place à Pete Sosa à la batterie.
À l'occasion des élections présidentielles américaines de 2012, les Street Dogs enregistrent G.O.P, une reprise de G.L.C du groupe anglais Menace, et le sortent en vinyle le jour des élections. Le long des campagnes, ils iront distribuer des singles vinyles imprimés sur carton à la sortie des meetings politiques (surtout ceux de partis de droite). Peu après, ils partagent la scène avec les Mighty Mighty Bosstones et Dropkick Murphys lors de deux concerts consécutifs au célèbre Fenway Park de Boston. Ils parlent de ces concerts en ces termes : « Pour n'importe qui ayant grandi en Nouvelle-Angleterre, ce n'était pas un rêve qui devient réalité, c'était un rêve qu'aucun enfant n'aurait pu imaginer[réf. nécessaire]. » À la fin 2012, les Street Dogs sont épuisés et Mike McColgan annonce une pause à durée non déterminée. C'est ce moment que Tobe Bean choisit pour quitter le groupe.
En 2013, Matt Pruitt (ex- The Have Nots) remplace Marcus Hollar à la guitare solo. Mais cette courte période difficile les amène à reprendre la scène début 2013, plus déterminés que jamais. Tobe Bean est remplacé par Lenny Lashley (ex-Darkbusters). En 2013 toujours, le groupe se retrouve chez Johnny Rioux pour enregistrer deux EP : Crooked Drunken Sons et Rustbelt Nation. Ces EP sortent tous les deux en vinyle chez le label Pirate Press Records. Ils se mettent ensuite en route pour une nouvelle tournée européenne, le Breaking the Break Tour.

## Membres

### Membres actuels
- Mike McColgan - chant (depuis 2002)
- Johnny Rioux - basse (depuis 2003)
- Matt Pruitt - guitare solo (depuis 2004)
- Pete Sosa - batterie (depuis 2012)
- Lenny Lashley - guitare rythmique (depuis 2013)

### Anciens membres
- Rob Guidotti – guitare (2002–2004)
- Jeff Erna - batterie (2002–2004)
- Joe Sirois - batterie (2004–2007)
- Michelle Palhaus - basse (2002–2003)
- Tobe Bean - guitare (2004–2013)
- Paul Rucker - batterie (2007–2012)
- Marcus Hollar - guitare (2004–2013)

## Discographie

### Albums studio
- 2003 : Savin Hill
- 2005 : Back to the World
- 2006 : Fading American Dream
- 2008 : State of Grace
- 2010 : Street Dogs
- 2018 : Stand for Something or Die for Nothing

### EP
- 2003 : Tales of Mass Deception
- 2004 : G.O.P.
- 2013 : Crooked Drunken Sons
- 2013 : Rustbelt Nation

### Compilations
- 2004 : Old Skars and Upstarts 2004
- 2005 : Old Skars and Upstarts 2005
- 2007 : Backyard City Rockers 4
- 2008 : Warped Tour 2008 Tour Compilation